# C1orf185
C1orf185 (англ. Chromosome 1 open reading frame 185) – білок, який кодується однойменним геном, розташованим у людей на 1-й хромосомі. Довжина поліпептидного ланцюга білка становить 199 амінокислот, а молекулярна маса — 22 411.
| 10         |  | 20         |  | 30         |  | 40         |  | 50         |
| ---------- |  | ---------- |  | ---------- |  | ---------- |  | ---------- |
| MASPKGFFNY |  | LTYFLAAGAV |  | TLGIGFFALA |  | SALWFLICKR |  | REIFQNSKFK |
| AIDERCRQRP |  | SMAKIKSHSQ |  | CVFISRNFHT |  | GRFQLQEEQR |  | KKEAAHIKAI |
| KDHSKDEPQL |  | ATKNIICDPS |  | ETSSTTNRSS |  | VTLSLSTLPS |  | DSYYSQSIEA |
| ADDWFSDDSL |  | VKRNSPMPSL |  | GEPLMEKVFS |  | YLSTISLEEG |  | TESVLNDTL  |

A: Аланін

C: Цистеїн

D: Аспарагінова кислота

E: Глутамінова кислота

F: Фенілаланін

G: Гліцин

H: Гістидин

I: Ізолейцин

K: Лізин

L: Лейцин

M: Метіонін

N: Аспарагін

P: Пролін

Q: Глутамін

R: Аргінін

S: Серин

T: Треонін

V: Валін

W: Триптофан

Локалізований у мембрані.